# Митропа куп 1937.
Митропа куп 1937. је било 11. издање клупског фудбалског такмичења Митропа купа.
Такмичење је трајало од 13. јуна до 24. октобра 1937. године.  Ференцварош је у финалном двомечу био успешнији од  Лација и освојио други трофеј Митропа купа. По први пут у Митропа купу је учествовао клуб из Румуније, а укинута је забрана за клубове из Краљевине Југославије.

## Резултати

### Прва рунда
| Меч | Клуб           | Држава             | укупан рез. | Држава                | Клуб                | 1. утак. | 2. утак. | Плеј-оф |
| --- | -------------- | ------------------ | ----------- | --------------------- | ------------------- | -------- | -------- | ------- |
| 1   | Славија Праг   | Чехословачка       | 3:5         | Мађарска              | Ференцварош         | 2:2      | 1:3      |         |
| 2   | Први Бечки ФК  | Аустрија           | 2:2         | Швајцарска            | Јанг Фелоу Јувентус | 2:1      | 0:1      | 2:0     |
| 3   | Болоња         | Краљевина Италија  | 2:7         | Аустрија              | Аустрија Беч        | 1:2      | 1:5      |         |
| 4   | Венус Букурешт | Краљевина Румунија | 5:10        | Мађарска              | Ујпешт              | 4:6      | 1:4      |         |
| 5   | Адмира Вакер   | Аустрија           | 3:3         | Чехословачка          | Спарта Праг         | 1:1      | 2:2      | 2:0     |
| 6   | Ђенова         | Краљевина Италија  | 6:1         | Краљевина Југославија | Грађански Загреб    | 3:1      | 3:0      |         |
| 7   | МТК            | Мађарска           | 3:4         | Краљевина Италија     | Лацио               | 1:1      | 2:3      |         |
| 8   | Грасхопер      | Швајцарска         | 6:5         | Чехословачка          | Простјејов          | 4:3      | 2:2      |         |

### Четвртфинале
| Меч | Клуб         | Држава            | укупан рез. | Држава            | Клуб          | 1. утак. | 2. утак. | Плеј-оф |
| --- | ------------ | ----------------- | ----------- | ----------------- | ------------- | -------- | -------- | ------- |
| 1   | Ференцварош  | Мађарска          | 2:2         | Аустрија          | Први Бечки ФК | 2:1      | 0:1      | 2:1     |
| 2   | Аустрија Беч | Аустрија          | 7:5         | Мађарска          | Ујпешт        | 5:4      | 2:1      |         |
| 3   | Лацио        | Краљевина Италија | 8:4         | Швајцарска        | Грасхопер     | 6:1      | 2:3      |         |
| 4   | Адмира Вакер | Аустрија          | -1          | Краљевина Италија | Ђенова        | 2:2      | -        |         |

Напомена: 1 Друга утакмица није одиграна, оба клуба су избачена из такмичења.

### Полуфинале
| Меч | Клуб         | Држава            | укупан рез. | Држава   | Клуб        | 1. утак. | 2. утак. | Плеј-оф |
| --- | ------------ | ----------------- | ----------- | -------- | ----------- | -------- | -------- | ------- |
| 1   | Аустрија Беч | Аустрија          | 5:7         | Мађарска | Ференцварош | 4:1      | 1:6      |         |
| 2   | Лацио        | Краљевина Италија |             |          |             |          |          |         |

### Финале
| Меч | Клуб        | Држава   | укупан рез. | Држава            | Клуб  | 1. утак. | 2. утак. |
| --- | ----------- | -------- | ----------- | ----------------- | ----- | -------- | -------- |
| 1   | Ференцварош | Мађарска | 9:6         | Краљевина Италија | Лацио | 4:2      | 5:4      |

| Освајач Митропа купа 1937. |
| -------------------------- |
| Ференцварош 2. Титула      |